# Gran Premi de Gran Bretanya del 2009
El Gran Premi de Gran Bretanya de Fórmula 1 de la Temporada 2009 s'ha disputat al circuit de Silverstone, el 21 de juny del 2009.

## Qualificacions del dissabte
| Pos | N. | Nom                  | Equip                  | Q1       | Q2       | Q3       | Graella |
| --- | -- | -------------------- | ---------------------- | -------- | -------- | -------- | ------- |
| 1   | 15 | Sebastian Vettel     | Red Bull - Renault     | 1:18.685 | 1:18.119 | 1:19.509 | 1       |
| 2   | 23 | Rubens Barrichello   | Brawn - Mercedes       | 1:19.325 | 1:18.335 | 1:19.856 | 2       |
| 3   | 14 | Mark Webber          | Red Bull - Renault     | 1:18.674 | 1:18.209 | 1:19.868 | 3       |
| 4   | 9  | Jarno Trulli         | Toyota                 | 1:18.886 | 1:18.240 | 1:20.091 | 4       |
| 5   | 17 | Kazuki Nakajima      | Williams - Toyota      | 1:18.530 | 1:18.575 | 1:20.216 | 5       |
| 6   | 22 | Jenson Button        | Brawn - Mercedes       | 1:18.957 | 1:18.663 | 1:20.289 | 6       |
| 7   | 16 | Nico Rosberg         | Williams - Toyota      | 1:19.228 | 1:18.591 | 1:20.361 | 7       |
| 8   | 10 | Timo Glock           | Toyota                 | 1:19.198 | 1:18.791 | 1:20.490 | 8       |
| 9   | 4‡ | Kimi Räikkönen       | Ferrari‡               | 1:19.010 | 1:18.566 | 1:20.715 | 9       |
| 10  | 7  | Fernando Alonso      | Renault                | 1:19.167 | 1:18.761 | 1:20.741 | 10      |
| 11  | 3‡ | Felipe Massa         | Ferrari‡               | 1:19.148 | 1:18.927 |          | 11      |
| 12  | 5  | Robert Kubica        | BMW Sauber             | 1:19.730 | 1:19.308 |          | 12      |
| 13  | 2  | Heikki Kovalainen    | McLaren - Mercedes     | 1:19.732 | 1:19.353 |          | 13      |
| 14  | 8  | Nelson Piquet Jr.    | Renault                | 1:19.555 | 1:19.392 |          | 14      |
| 15  | 6  | Nick Heidfeld        | BMW Sauber             | 1:19.559 | 1:19.448 |          | 15      |
| 16  | 21 | Giancarlo Fisichella | Force India - Mercedes | 1:19.802 |          |          | 16      |
| 17  | 11 | Sébastien Bourdais   | Toro Rosso - Ferrari   | 1:19.898 |          |          | 17      |
| 18  | 20 | Adrian Sutil         | Force India - Mercedes | 1:19.909 |          |          | 18      |
| 19  | 1  | Lewis Hamilton       | McLaren - Mercedes     | 1:19.917 |          |          | 19      |
| 20  | 12 | Sébastien Buemi      | Toro Rosso - Ferrari   | 1:20.236 |          |          | 20      |

## Resultats de la cursa
| Pos. | N. | Pilot                | Equip                  | Voltes | Temps/ Retir.    | Pos. de sort. | Punts |
| ---- | -- | -------------------- | ---------------------- | ------ | ---------------- | ------------- | ----- |
| 1    | 15 | Sebastian Vettel     | Red Bull - Renault     | 60     | 1h 22’ 49. 328   | 1             | 10    |
| 2    | 14 | Mark Webber          | Red Bull - Renault     | 60     | + 15.188 s       | 3             | 8     |
| 3    | 23 | Rubens Barrichello   | Brawn - Mercedes       | 60     | + 41.175 s       | 2             | 6     |
| 4    | 3‡ | Felipe Massa         | Ferrari                | 60     | + 45.043 s       | 11            | 5     |
| 5    | 16 | Nico Rosberg         | Williams - Toyota      | 60     | + 45.915 s       | 7             | 4     |
| 6    | 22 | Jenson Button        | Brawn - Mercedes       | 60     | + 46.285 s       | 6             | 3     |
| 7    | 9  | Jarno Trulli         | Toyota                 | 60     | + 1’08.307 min.  | 4             | 2     |
| 8    | 4‡ | Kimi Räikkönen       | Ferrari                | 60     | + 1’09.622 min.  | 9             | 1     |
| 9    | 10 | Timo Glock           | Toyota                 | 60     | + 1’09.823 min.  | 8             |       |
| 10   | 21 | Giancarlo Fisichella | Force India - Mercedes | 60     | + 1’11.522 min.  | 16            |       |
| 11   | 17 | Kazuki Nakajima      | Williams - Toyota      | 60     | + 1’ 14.023 min. | 5             |       |
| 12   | 8  | Nelson Piquet Jr.    | Renault                | 59     | + 1 Volta        | 14            |       |
| 13   | 5  | Robert Kubica        | BMW Sauber             | 59     | + 1 Volta        | 12            |       |
| 14   | 7  | Fernando Alonso      | Renault                | 59     | + 1 Volta        | 10            |       |
| 15   | 6  | Nick Heidfeld        | BMW Sauber             | 59     | + 1 Volta        | 15            |       |
| 16   | 1  | Lewis Hamilton       | McLaren - Mercedes     | 59     | + 1 Volta        | 19            |       |
| 17   | 20 | Adrian Sutil         | Force India - Mercedes | 59     | + 1 Volta        | 18            |       |
| 18   | 12 | Sébastien Buemi      | Toro Rosso - Ferrari   | 59     | + 1 Volta        | 20            |       |
| Ret  | 11 | Sébastien Bourdais   | Toro Rosso - Ferrari   | 37     | Col·lisió        | 17            |       |
| Ret  | 2  | Heikki Kovalainen    | McLaren - Mercedes     | 36     | Col·lisió        | 13            |       |

"‡" indica que el cotxe munta el kers

## Altres
- Pole: Sebastian Vettel 1' 19. 509

- Volta ràpida: Sebastian Vettel 1' 20. 735 (a la volta 16)

| Anterior G.P.: Gran Premi de Turquia del 2009       | FIA 2009 Fórmula 1 Campionat mundial | Següent G.P.: Gran Premi d'Alemanya del 2009       |
| Anterior G.P.: Gran Premi de Gran Bretanya del 2008 | Gran Premi de Gran Bretanya          | Següent G.P.: Gran Premi de Gran Bretanya del 2010 |